# Night Head Genesis
Night Head Genesis (ナイトヘッドジェネシス) est un anime de  24 épisodes diffusé en 2006. Le scénario est l'œuvre de Joji Ida et la réalisation a été faite par Yoshio Takeuchi. Cet anime est basé sur une série télévisée japonaise, “Night Head", diffusée en 1992, c'est la première adaptation au Japon d'une série en animé.

## Synopsis
Deux frères, Kihiraha Naoto et Kirihara Naoya, dotés de pouvoirs télépathiques ont été abandonnés par leurs parents et confiés à un centre de recherche. Ils ont, entre autres, la capacité d'utiliser 100 % de leur potentiel de leur cerveau là où un humain normalement constitué ne peut dépasser les 30 % ce qui leur permet de développer des pouvoirs surnaturels. Leur aventure débute lorsqu'ils s'échappent.